# Chionodraco myersi
Chionodraco myersi is een straalvinnige vissensoort uit de familie van krokodilijsvissen (Channichthyidae). De wetenschappelijke naam van de soort is voor het eerst geldig gepubliceerd in 1960 door DeWitt & Tyler.